# US Grosseto 1912
US Grosseto FC, bildad 1912, är en fotbollsklubb i Grosseto i Italien. Klubben bildades 1912. Deras arena, Stadio Olimpico Carlo Zecchini rymmer ungefär 10 200 åskådare. Klubben spelar för närvarande i Lega Pro Prima Divisione.

## Meriter
- Serie D: 1961, 1973, 1995
- Promozione Tuscany: 1997
- Eccellenza Tuscany: 1998
- Serie C2: 2004
- Serie C1: 2007
- Super Coppa di Lega Serie C1: 2007

## Kända spelare
Se också Spelare i US Grosseto
- Tomas Danilevičius
- Mauricio Pinilla
- Carl Valeri